# Далахай (сельское поселение)
Се́льское поселе́ние «Далахай» (бур. Далахайн hомон) — муниципальное образование в Тункинском районе Бурятии Российской Федерации.
Административный центр — улус Далахай.

## История
Статус и границы сельского поселения установлены Законом Республики Бурятия от 31 декабря 2004 года № 985-III «Об установлении границ, образовании и наделении статусом муниципальных образований в Республике Бурятия»

## Население
| 2002 | 2011 | 2012 | 2013 | 2014 | 2015 | 2016 |
| ---- | ---- | ---- | ---- | ---- | ---- | ---- |
| 859  | ↘777 | ↘752 | ↘733 | ↘722 | ↘712 | ↘696 |
| 2017 | 2018 | 2019 | 2020 | 2021 | 2023 | 2024 |
| ↗698 | ↘692 | ↘689 | ↘676 | ↘579 | ↘563 | ↘545 |

## Состав сельского поселения
| № | Населённый пункт | Тип населённого пункта       | Население |
| - | ---------------- | ---------------------------- | --------- |
| 1 | Гужиры           | село                         | ↘159      |
| 2 | Далахай          | улус, административный центр | ↗543      |
| 3 | Хонгодоры        | улус                         | ↘75       |